# Pravda (částice)
Pravda či pravdivost (symbol T) je kvantové číslo vůně představující rozdíl mezi počtem kvarků t a antikvarků t, které jsou přítomny v částicích:
{\displaystyle T=n_{\text{t}}-n_{\bar {\text{t}}}}
Podle konvence mají kvarky t pravdu +1 a antikvarky t mají pravdu -1.
Stejně jako u dalších kvantových čísel vůně je pravda zachována v silné interakci a elektromagnetismu ale ne v slabé interakci. Nicméně, kvark t je nestabilní, s poločasem přeměny méně než 10−23 sekund, což je minimální čas potřebný pro projevy silné interakce. Z tohoto důvodu netvoří kvark t žádné hadrony, ani mezony ani baryony, takže pravda mezonu nebo baryonu je vždy nulová.